# Delta del Mekong (regione)

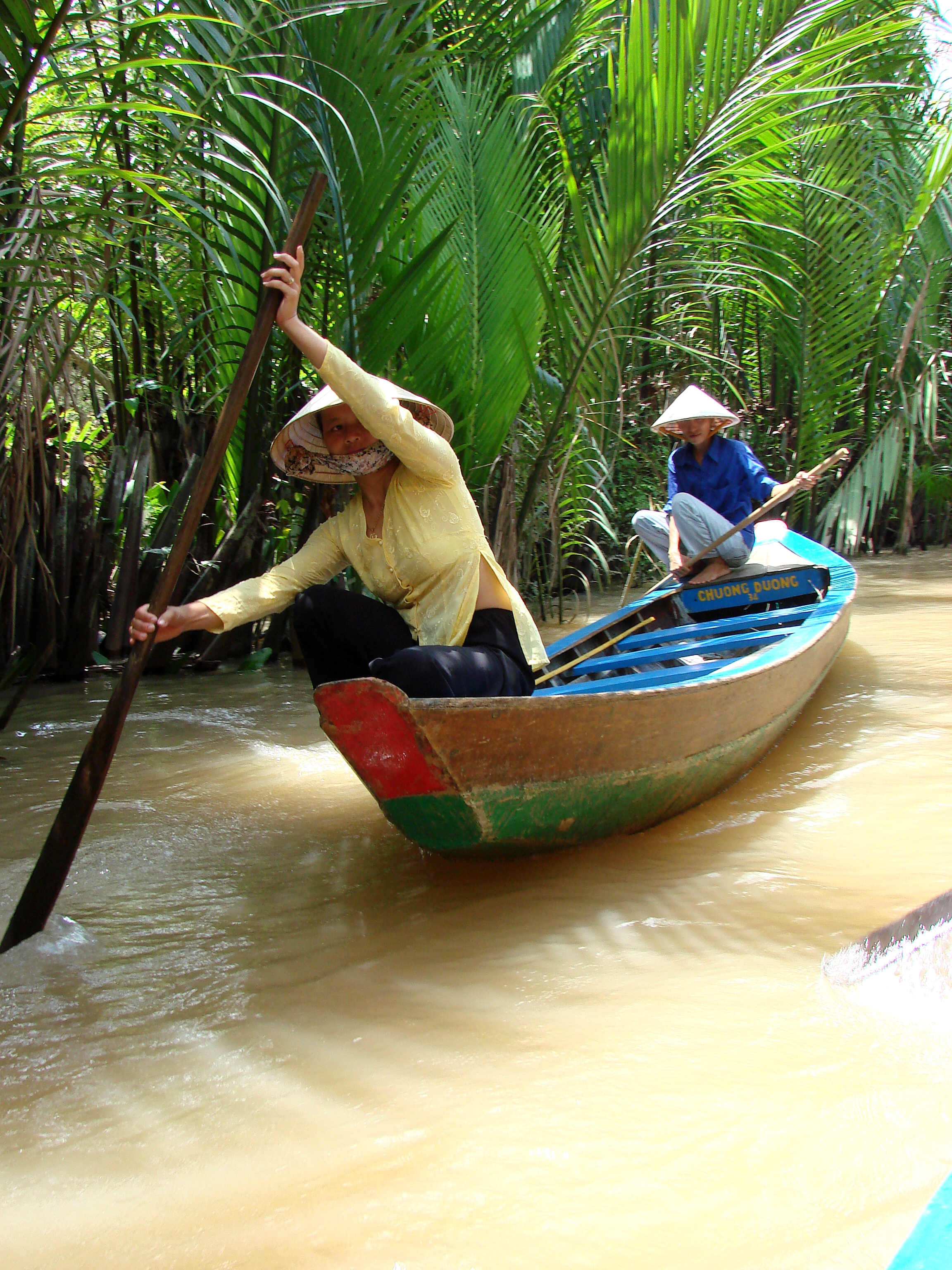
Donne che navigano nel Delta del Mekong, nei pressi di Mỹ Tho

Il Delta del Mekong (in lingua vietnamita: đồng bằng sông Cửu Long) è la regione nel sud-ovest del Vietnam dove il fiume Mekong sfocia nel Mar Cinese meridionale. È anche nota come Regione Occidentale  (vietnamita: Miền Tây) o Regione Sud-occidentale (vietnamita: Tây Nam Bộ). Il vasto delta comprende una area di circa 39000 km² e le zone coperte dalle acque del fiume variano molto a seconda della stagione.
La zona costiera della Provincia di Kien Giang nel 2006 è stata riconosciuta riserva della biosfera dall'UNESCO.

## Storia

### Periodo Funan
È probabile che la presenza umana nel delta del Mekong risalga alla preistoria. Fece parte dei regni di Funan e di Chenla la cui presenza nella zona è testimoniata da numerose scoperte archeologiche. Scavi nel sito di Óc Eo hanno portato dimostrato che l'area era una parte importante del regno di Funan e attraversata da canali e rotte commerciali a partire dal primo secolo dopo Cristo, mentre è possibile che i primi insediamenti umani risalgano al quarto secolo avanti Cristo.
Il sito di Angkor Borei, attivo tra il quinto ed il sesto secolo dopo Cristo faceva parte di rotte commerciali marittime che connettevano la zona al resto del sud est asiatico e con l'India, ed è possibile che fosse anche la capitale del regno di Funan.

### Guerra del Vietnam
Durante la guerra del Vietnam, questa regione fu teatro di aspri combattimenti tra il Fronte Nazionale per la Liberazione del Vietnam e le forze statunitensi, provenienti per la maggior parte dalla Marina Militare che impiegò i PACV. Quando iniziò la colonizzazione francese delle Cocincina, la prima rivolta nazionalista, che diede poi avvio alla guerra d'Indocina si ebbe proprio nell'area del delta dove i francesi usarano la "Dinassaut" (abbreviazione di forza navale d'assalto) che fu poi copiata dagli statunitensi che crearono la "US Navy Mobile Riverine Force".
Dal canto loro le forze vietnamite utilizzarono le canoe locali, chiamate sampan, molto comuni in Vietnam.

## Province
Della regione fanno parte la municipalità di Cần Thơ e le province di:
- An Giang
- Bến Tre
- Bạc Liêu
- Cà Mau
- Đồng Tháp
- Hậu Giang
- Kiên Giang
- Long An
- Sóc Trăng
- Tiền Giang
- Trà Vinh
- Vĩnh Long